# Kengetal (financieel)
Een kengetal of financiële ratio is een verhoudingsgetal dat is samengesteld uit de (gepubliceerde) jaarrekeningen en bestaat uit louter financieel-economische gegevens.

## Beperkingen en betekenis
Kengetallen worden veel gebruikt als analyse-instrument voor onder andere beleggers. Het instrument heeft als voordeel dat bedrijven op relevante onderdelen rationeel met elkaar vergeleken kunnen worden. Als nadelen kunnen de volgende argumenten worden genoemd:
- Kengetallen hebben slechts betrekking op het verleden en geven geen zekerheid over de toekomst,
- Kengetallen zijn veelal slechts een momentopname,
- Kengetallen zijn vaak gebaseerd op aannames (veronderstellingen).

## Lijst
Hieronder volgt een lijst met kengetallen waarmee de financiële toestand van een onderneming kan worden beoordeeld en gemeten.

### Liquiditeit
- Current ratio
- Quick ratio
- Nettobedrijfskapitaal
- Nettobedrijfskapitaalbehoefte
- Nettokas

### Solvabiliteit
- Solvabiliteitsratio
- Debt ratio
- Interest-coverage ratio (Interest dekkingskengetal)
- Cashflow ratio (kasstroombenadering)

### Omloopfrequentie
- Omloopsnelheid totale activa
- Omloopsnelheid vaste activa
- Omloopsnelheid bedrijfsvermogen
- Omloopsnelheid voorraden
- Omloopsnelheid debiteuren (gemiddelde incassoduur)
- Omloopsnelheid crediteuren (gemiddelde kredietduur)

### Rentabiliteit
- Rentabiliteit totaal vermogen
- Rentabiliteit bedrijfsvermogen
- Rentevoet vreemd vermogen
- Rentabiliteit eigen vermogen
- Winstmarge

### Hefboomwerking
- Operationeel hefboomeffect
- Financieel hefboomeffect
- Totale hefboomwerking

### Beursratio's
- Winst per aandeel
- Koers-winstverhouding
- Aandelenrendement
- Dividendrendement
- Pay out ratio per aandeel
- Sharpe ratio